# Jaap van Praag (Organisator)

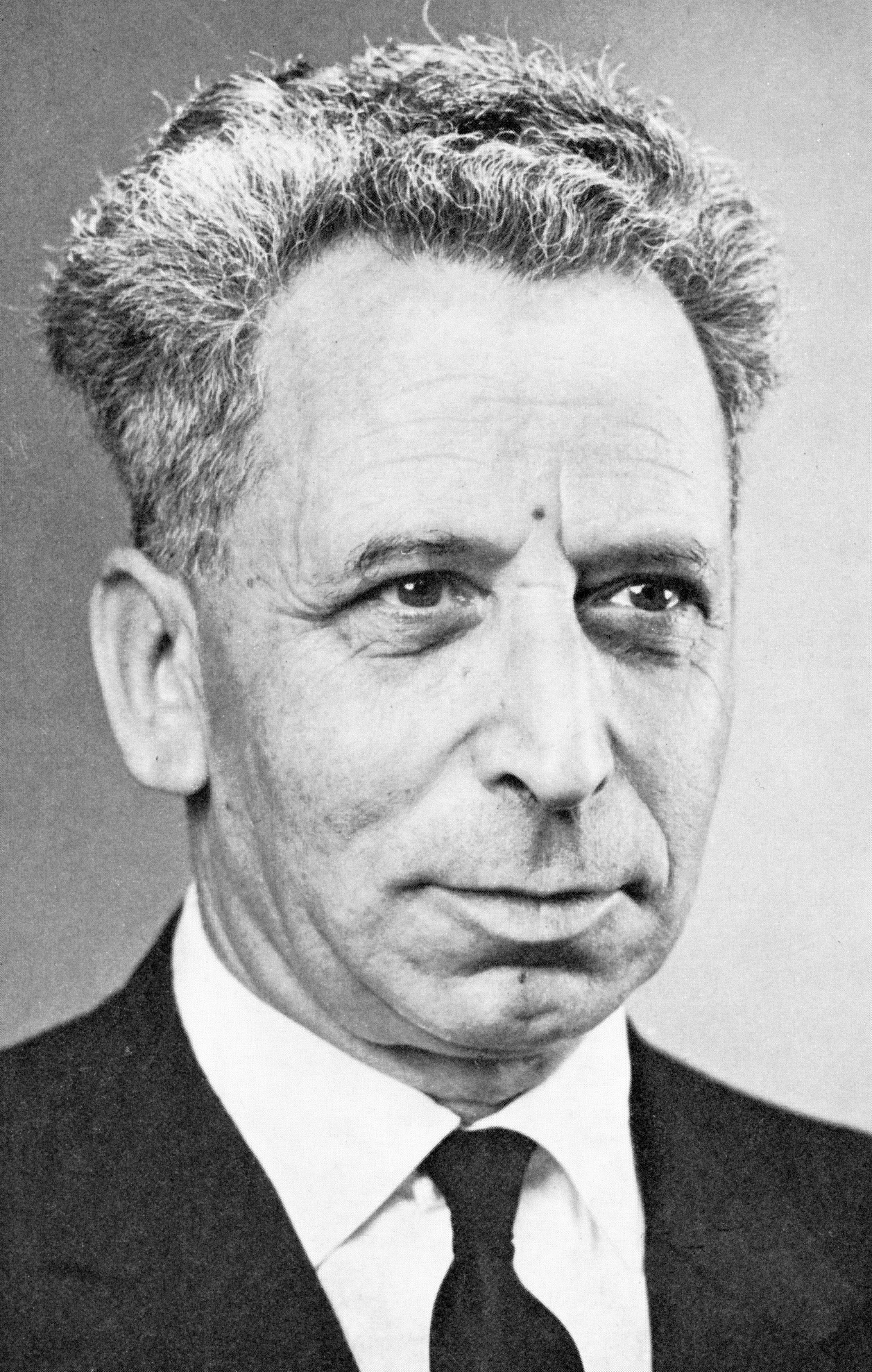
Jaap van Praag

Jacob Philip (Jaap) van Praag (geboren 11. Mai 1911 in Amsterdam; gestorben 12. April 1981 in Utrecht oder Amsterdam) war ein niederländischer humanistischer Organisator.

## Lebenslauf
Im Alter von achtzehn Jahren trat Jaap van Praag in die Partei Sociaal-Democratische Arbeiderspartij (SDAP) ein. 1933 wurde er Redakteur der Zeitschrift De Jonge Gids, die von dem Nederlandsche Bond van Abstinent Studerenden, einer Organisation von Nichttrinkern, Vegetariern, Nichtrauchern, Antimilitaristen und Weltverbesserern, und der radikal-pazifistischen Jugendorganisation Jongeren Vredes Actie herausgegeben wurde. Später wurde er Redakteur der stattdessen entstandenen jung-sozialistischen Zeitschrift Fundament. 1933 wurde van Praag Mitglied, später Vorsitzender der Organisation Studenten Vredes Actie, er war auch Mitglied und von 1937 bis 1939 Vorsitzender der Jongeren Vredes Actie. Van Praag war bezüglich der Betrachtungsweise der SDAP des Themas Abrüstung aus der SDAP ausgetreten und in die Partei Onafhankelijke Socialistische Partij (OSP) eingetreten, später trat er aus der OSP aus und wieder in die SDAP ein. Viele Personen, die später in der humanistischen Bewegung aktiv werden würden, lernte er in sozialistischen und pazifistischen Organisationen kennen. Van Praag studierte Philologie und Philosophie cum laude und arbeitete danach, ab 1938, als Gymnasiallehrer für das Fach Niederländisch.
Von Mai 1940 bis Mai 1945 standen die Niederlande unter deutscher Besatzung. Wegen eines durch die nationalsozialistischen Besatzer ausgesprochenen Verbots gegen Personen, die sie in ihrer Ideologie als Juden bezeichneten, konnte van Praag an seiner Schule ab Dezember 1940 nicht mehr als Lehrer arbeiten. Von 1941 bis ungefähr 1942 war er Lehrer an der joodse middelbare school in Rotterdam. Van Praag schrieb von Februar bis August 1941 eine Dissertation über Henriëtte Roland Holst. 1943 wurde er sechs Wochen inhaftiert, weil er beim Untertauchen eines von den Besatzern als jüdisch bezeichneten Kindes geholfen hatte. Von Oktober 1943 bis zur Befreiung der südlichen Niederlande im September 1944 tauchte er in Eindhoven unter.
1946 promovierte van Praag cum laude. Er beteiligte sich an der Gründung der humanistischen Organisation Humanistisch Verbond und wurde ihr Vorsitzender. Weiterhin wurde er Abgeordneter des Provinzparlaments von Südholland für die sozialdemokratische PvdA, von 1954 bis 1974 war er Mitglied der Provinzregierung. Er beteiligte sich an der Gründung der Internationalen Humanistischen und Ethischen Union (IHEU) und war von 1952 bis 1975 ihr Vorsitzender. Von 1964 bis 1979 war van Praag Hochschullehrer für Humanistik und die Anthropologie des Humanismus an der Rijksuniversiteit Leiden. Er war bis zu seinem Tod Dozent für Humanistik am 1964 gegründeten Humanistisch Opleidings Instituut, einer Institution zur Berufsausbildung für humanistischen geistlichen Beistand, humanistische geistliche Bildungsarbeit und humanistischen geistlichen Bildungsunterricht an Schulen. Anlässlich des Abschieds van Praags als Vorsitzender des Humanistisch Verbond 1969 wurde der Dr. J.P. van Praag-prijs gestiftet. Van Praag wurde mit dem Special Award der IHEU ausgezeichnet. Van Praag war seit 1936 verheiratet und hatte vier Kinder.

## Schaffen
1943 verfasste Jaap van Praag das Werk Modern humanisme: een renaissance?. Auf dem Umschlag steht den Text: „Dieses Buch ist aus dem Bedarf nach einer verantwortungsvollen Weltanschauung auf nichtreligiöser Basis, die sowohl Fundament für das persönliche Leben als auch Richtlinie für eine kulturschaffende Aktivität sein könnte, geboren. Diese Weltanschauung ist der moderne Humanismus, den dieses Buch bezeugt.“ Er fordert darin unter anderem eine Bewegung zur Organisation und Bildung von nicht-kirchlichen Menschen; diese Organisation wurde nach deren Angaben der Humanistisch Verbond.
In der Rede zu dessen Gründung unterschied van Praag zwei Streitgegenstände. Der „kleine Streit“ diene zur Gleichberechtigung von nicht-kirchlichen Menschen in der Gesellschaft. Der „große Streit“ richte sich einer Publikation des Humanistisch Verbond über den Dr. J.P. van Praag-prijs 2011 zufolge gegen jede Form des „Nihilismus“ (moral indifference). Da bewusste Christen oder bewusste Humanisten weniger empfänglich für den Nationalsozialismus gewesen wären, müsse die geestelijke weerbaarheid (wörtlich „geistige/geistliche Wehrhaftigkeit“) der Menschen vergrößert werden. 1953 publizierte van Praag Geestelijke verzorging op humanistische grondslag über geistlichen Beistand auf humanistischer Grundlage.

## Schriften
- Henriëtte Roland Holst: wezen en werk. Contact, Amsterdam 1946 (Buchhandelsausgabe [PDF; 12,0 MB] zugleich: Dissertation, Universiteit van Amsterdam, 1946).
- Modern humanisme: een renaissance? Contact, Amsterdam 1947.
- Geestelijke verzorging op humanistische grondslag. 2. Auflage. Humanistisch Verbond, Utrecht 1958 (1. Auflage [PDF; 897 kB] 1. Auflage 1953).
- Wat is humanistiek? Wolters, Groningen 1965 (Ausschnitte des Textes [PDF; 65 kB]).
- Grondslagen van humanisme: inleiding tot een humanistische levens- en denkwereld. 4. Auflage. Boom, Meppel u. a. 1996, ISBN 90-6009-286-4 (englisch: Foundations of humanism. Buffalo NY 1982. Erstausgabe:  1978, Übersetzung der 2. niederländischen Auflage von Judy Herget).